# Зор, Джессика
Джессика Карен Зор (англ. Jessica Karen Szohr; род. 31 марта 1985) — американская киноактриса, известная прежде всего ролью Ванессы Абрамс в молодёжном телесериале «Сплетница».

## Биография
Джессика Зор родилась 31 марта 1985 года в Меномони-Фолс, Висконсин, США, место, которое она описывает как «семейный городок». Она наполовину венгерского и на четверть афроамериканского происхождения. В её семье пятеро детей, и она самая старшая. В детстве Зор играла в футбол, служила в студенческом совете и являлась частью группы поддержки в школе. Также она с другом открыла клининговую компанию, где они занимались уборкой в домах их учителей.

## Карьера
Зор начала работать моделью в возрасте шести лет, а в 17 лет переехала в Лос-Анджелес и начала актёрскую карьеру. В 2003 году Джессика дебютировала в сериале «Моя жена и дети», а также в 2007 приняла участие в сериале «C.S.I.: Место преступления Майами». В 2010 году снялась в фильме «Пираньи 3D», а в 2011 в фильмах «Как украсть небоскрёб» и «Я не знаю, как она делает это».
Джессика Зор в 2007 году снялась в клипе группы Daughtry на песню «Over You», а в 2013 в клипе Тейлор Свифт на песню «22».

## Личная жизнь
Джессика встречалась с Эдом Вествиком, её партнёром по сериалу «Сплетница», с конца 2008 года. Но в 2010 году пара рассталась.
Джессика является хорошей подругой певицы Тейлор Свифт, а также актрис Нины Добрев, Джессики Стэм и Дианны Агрон. Имеет 11 татуировок.
11 января 2021 года у Зор и её партнёра Брэда Ричардсона родилась дочь Боуи Элла Ричардсон.

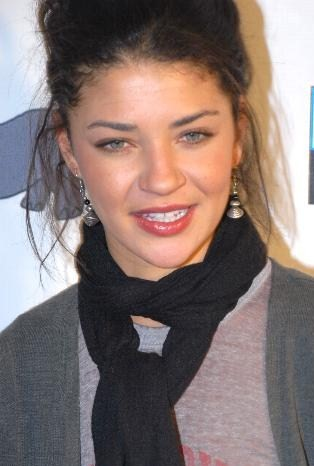
Зор в 2007 году

В конце августа 2024 года они поженились в США.

## Фильмография
| Год          |    | Русское название                  | Оригинальное название         | Роль                                            |
| ------------ | -- | --------------------------------- | ----------------------------- | ----------------------------------------------- |
| 2003         | с  | Моя жена и дети                   | My Wife and Kids              | Ди-Джей                                         |
| 2003         | ф  | Дядя Нино                         | Uncle Nino                    | МС                                              |
| 2004         | с  | За что тебя люблю                 | What I Like About You         | Лиз                                             |
| 2004         | с  | Дрейк и Джош                      | Drake & Josh                  | фанатка                                         |
| 2004         | с  | Новая Жанна д’Арк                 | Joan of Arcadia               | Никки                                           |
| 2005         | с  | Такая Рэйвен                      | That’s So Raven               | Джордаш Хиллтоппер                              |
| 2005         | тф | Читальня                          | The Reading Room              | Дэйва                                           |
| 2007         | с  | Что насчет Брайана                | What About Brian              | Лора                                            |
| 2007         | с  | C.S.I.: Место преступления Майами | CSI: Miami                    | Саманта Барриш                                  |
| 2007—2012    | с  | Сплетница                         | Gossip Girl                   | Ванесса Абрамс                                  |
| 2007         | тф | Дожить до рассвета                | Somebody Help Me              | Николь                                          |
| 2009         | ф  | Зажги этим летом!                 | Fired Up!                     | Кара                                            |
| 2010         | ф  | Пираньи 3D                        | Piranha 3D                    | Келли                                           |
| 2011         | ф  | Сначала любовь, потом свадьба     | Love, Wedding, Marriage       | Шелби                                           |
| 2011         | ф  | Я не знаю, как она делает это     | I Don’t Know How She Does It  | Паула                                           |
| 2011         | ф  | Как украсть небоскрёб             | Tower Heist                   | Саша                                            |
| 2012         | ф  | Павшая империя                    | Hirokin                       | Орендж                                          |
| 2012         | ф  | Машина искусства                  | Art Machine                   | Кассандра                                       |
| 2012         | ф  | Девственники, берегитесь!         | Love Bite                     | Джулиана                                        |
| 2013         | ф  | Пешка                             | Pawn                          | Бонни                                           |
| 2013         | ф  | Кадры                             | The Internship                | Мариелена                                       |
| 2013         | ф  | Яркая звезда                      | Brightest Star                | Лита                                            |
| 2013         | тф | Список                            | The List                      | Натали Восс                                     |
| 2013         | с  | Мужики за работой                 | Men at Work                   | Дженни                                          |
| 2014         | ф  | Дом в конце пути                  | House at the End of the Drive | Криста                                          |
| 2014         | ф  | Пистолет за десять центов         | 10 Cent Pistol                | Челси                                           |
| 2014         | ф  | Секс на две ночи                  | Two Night Stand               | Файза                                           |
| 2014         | тф | Повезёт в любви                   | Lucky in Love                 | Мира                                            |
| 2015         | ф  | Клубная жизнь                     | Club Life                     | Таня                                            |
| 2015         | ф  | Третий лишний 2                   | Ted 2                         | Эллисон                                         |
| 2015         | с  | Сложности                         | Complications                 | Гретхен Полк                                    |
| 2015         | с  | Королевство                       | Kingdom                       | Лора Мелвин                                     |
| 2015         | с  | C.S.I.: Киберпространство         | CSI: Cyber                    | Кармен Лопес / Блейз / детектив Эйприл Кастилья |
| 2017         | с  | Твин Пикс                         | Twin Peaks                    | Рене                                            |
| 2017—2018    | с  | Бесстыжие                         | Shameless                     | Несса Шабон                                     |
| 2019 — н. в. | с  | Орвилл                            | The Orville                   | Талла Кеяли                                     |
| 2020         | ф  | Клевер                            | Clover                        | Энджи                                           |